# Outer Limits – Die unbekannte Dimension
Outer Limits – Die unbekannte Dimension ist eine kanadisch-US-amerikanische Science-Fiction- und Mystery-Fernsehserie, die ab dem Jahr 1995 produziert wurde. Sie ist eine Neuauflage der Serie The Outer Limits (1963–1965). Nach sieben Staffeln mit insgesamt 153 Folgen wurde die Serie 2002 eingestellt.

## Konzept
Die Serie ist wie ihr Vorgänger The Outer Limits eine Anthologie von Einzelepisoden. Jede Folge ist somit eine in sich abgeschlossene Geschichte, wobei einzelne wenige Episoden im späteren Verlauf der Serie eine Fortsetzung bekommen.
Sie ist bekannt für eine Art Erzähler, der zu Anfang ein paar einleitende Worte und zum Ende ein meist tiefgründiges Schlusswort spricht. Oft werden dabei auch Zitate aus der Bibel verwendet. Die meisten Episoden thematisieren ein bestimmtes wissenschaftliches Konzept, z. B. Zeitreisen, Teleportation, Wurmlöcher, künstliche Intelligenz, virtuelle Realität, Gentechnik, Holografie, Parallelwelten, Kryonik, Robotik oder Nanobots, und behandeln dessen Auswirkungen auf die Menschheit. Auch das Zusammenstoßen von Menschheit und Außerirdischen oder intelligenten Maschinen sind häufige Themen.
Ein konzeptionelles Überraschungsmoment dieser Serie ist, dass man selten vorher weiß, wie eine Episode zu Ende geht; manchmal stirbt der Protagonist am Ende, manchmal die ganze Menschheit – und manchmal nimmt die Geschichte einen glücklichen Ausgang.

## Erfolge
Von 1996 bis 1998 wurde die Serie mit dem „Saturn Award“ als beste Serie ihres Genres ausgezeichnet, hinzu kamen für die Serie oder einzelne Folgen unter anderem einige „Cable ACE“-, „Gemini Award“- und „Emmy“-Nominierungen und -Auszeichnungen.

## Darsteller
Da jede Folge eine in sich abgeschlossene Geschichte erzählt, treten in jeder Folge andere Schauspieler auf. Über die gesamte Laufzeit der Serie macht dies eine stattliche Anzahl von Namen aus, unter denen sich beispielsweise Nancy Allen, Tanya Allen, Tom Arnold, René Auberjonois, Jennifer Beals, Bruce Boxleitner, Peter Breck, Beau Bridges, Josh Brolin, Kim Cattrall, Marcia Cross, Jon Cryer, Erin Daniels, Nicole de Boer, John de Lancie, Rebecca De Mornay, Heather Donahue, Michael Dorn, Kirsten Dunst, Louis Ferreira, Nathan Fillion, Michelle Forbes, Melissa Gilbert, Joseph Gordon-Levitt, Heather Graham, Mark Hamill, Neil Patrick Harris, Natasha Henstridge, Charlton Heston, Laurie Holden, Joshua Jackson, Stacy Keach, Margot Kidder, Jack Klugman, Meat Loaf, Robert Loggia, James Marsden, David McCallum, Alyssa Milano, Pat Morita, Leonard Nimoy, Catherine O’Hara,  Meghan Ory, Robert Patrick, Ron Perlman, Robert Picardo, David Hyde Pierce, Amanda Plummer, Ryan Reynolds, Ryan Phillippe, Molly Ringwald, William Sadler, Dwight Schultz, Michael Shanks, Polly Shannon, Ally Sheedy, Brent Spiner, Jessica Steen, Amanda Tapping, Mario Van Peebles, Emmanuelle Vaugier, Nana Visitor und Wil Wheaton befinden.
Peter Breck, David McCallum und Leonard Nimoy traten schon in der Originalserie auf.

## Vorspann
Der Text des Vorspanns in der deutschen Version ist ein völlig anderer als der in der Originalfassung. Der Vorspann in der Originalfassung ist eine zynische Anspielung auf die Macht und die Manipulation, die von den Massenmedien ausgeübt werden kann. Im deutschen Intro hingegen wurden diese Anspielungen durch einen mystisch und esoterisch klingenden Text ersetzt.
Die Einleitungssätze am Anfang jeder Folge im Deutschen:

„Sind Sie bereit, bereit für das Unbekannte?
Für eine neue Erfahrung, die alles in Frage stellen könnte, was Sie zu wissen glauben?
Was Sie jetzt sehen werden, wird Ihr Bewusstsein verändern, denn hinter der vertrauten Realität lauert das Unfassbare.
Hinter dem Sichtbaren verbergen sich geheimnisvolle Rätsel. Hinter dem Augenscheinlichen liegt noch eine andere Wahrheit.
Die nächste Stunde versetzt Sie in eine Welt jenseits aller Vorstellungskraft.
Sie überschreiten die Grenze in die unbekannte Dimension.“

Im Englischen:

“There is nothing wrong with your television. Do not attempt to adjust the picture. We are now controlling the transmission. We control the horizontal and the vertical. We can deluge you with a thousand channels or expand one single image to crystal clarity and beyond. We can shape your vision to anything our imagination can conceive. For the next hour we will control all that you see and hear. You are about to experience the awe and mystery which reaches from the deepest inner mind to… The Outer Limits.”

„Ihr Fernseher ist nicht defekt. Versuchen Sie nicht, das Bild neu einzustellen. Wir kontrollieren jetzt die Übertragung, horizontal wie vertikal. Wir können Sie mit tausend Kanälen überfluten oder ein einziges Bild zu kristallklarer Schärfe und mehr erweitern. Wir können Ihnen Dinge zeigen, die Ihre Vorstellungskraft übersteigen. Für die nächste Stunde kontrollieren wir alles, was Sie sehen und hören werden. Sie werden Ehrfurcht und Mysterien erleben, die vom tiefsten inneren Geist bis zu den äußeren Grenzen reichen …“

## DVD-Veröffentlichungen
Am 28. März 2008 erschien die erste Staffel der Neuauflage in Deutschland. Wegen zu geringer DVD-Verkäufe wurde die Produktion weiterer Staffeln eingestellt.
Ab 26. März 2021 veröffentlichte der Anbieter Fernsehjuwelen die erste Staffel in neuem Design.
Staffel 2 erschien am 29. Oktober 2021, Staffel 3 am 26. November 2021, Staffel 4 am 13. Mai 2022, Staffel 5 am 16. Dezember 2022, Staffel 6 am 15. September 2023 und Staffel 7 am 1. Dezember 2023.